# 1. slovenská národní fotbalová liga 1972/1973
V soubojích 4. ročníku 1. slovenské národní fotbalové ligy 1972/73 (jedna ze skupin 3. nejvyšší soutěže) se utkalo 14 týmů dvoukolovým systémem podzim - jaro.

## Konečná tabulka
Zdroj: 
| Poř. | Tým                         | Z  | V  | R  | P  | VG | OG | B  |
| ---- | --------------------------- | -- | -- | -- | -- | -- | -- | -- |
| 1.   | ZVL Kysucké Nové Mesto      | 26 | 14 | 7  | 5  | 46 | 29 | 35 |
| 2.   | VSŽ Košice                  | 26 | 13 | 6  | 7  | 41 | 20 | 32 |
| 3.   | Zemplín Vihorlat Michalovce | 26 | 13 | 5  | 8  | 39 | 26 | 31 |
| 4.   | Gumárne Púchov              | 26 | 8  | 10 | 8  | 29 | 30 | 26 |
| 5.   | Mostáreň Brezno             | 26 | 11 | 4  | 11 | 32 | 35 | 26 |
| 6.   | Iskra Partizánske           | 26 | 9  | 8  | 9  | 30 | 34 | 26 |
| 7.   | PPS Detva                   | 26 | 11 | 4  | 11 | 27 | 37 | 26 |
| 8.   | Baník Handlová              | 26 | 11 | 3  | 12 | 39 | 31 | 25 |
| 9.   | TJ Nové Zámky               | 26 | 11 | 2  | 13 | 27 | 36 | 24 |
| 10.  | BZVIL Ružomberok            | 26 | 9  | 5  | 12 | 29 | 33 | 23 |
| 11.  | ŠK Liptovský Mikuláš        | 26 | 7  | 9  | 10 | 23 | 27 | 23 |
| 12.  | ZSNP Žiar nad Hronom        | 26 | 7  | 9  | 10 | 21 | 28 | 23 |
| 13.  | Lokomotíva Spišská Nová Ves | 26 | 9  | 5  | 12 | 26 | 39 | 23 |
| 14.  | Slovan Bratislava „B“       | 26 | 7  | 7  | 12 | 27 | 31 | 21 |

Poznámky
- Z = Odehrané zápasy; V = Vítězství; R = Remízy; P = Prohry; VG = Vstřelené góly; OG = Obdržené góly; B = Body

|  | postup do 2. ligy 1973/74 |
|  | sestup do Divize 1973/74  |